# Sveriges Elevråd
Sveriges Elevråd är en samarbetsorganisation för elevråd grundskolor över hela Sverige, vars syfte är att skapa förutsättningar för sina medlemsorganisationer att skapa en mer givande skoltid för eleverna på sin skola. Det är i dagsläget den största organisation i Sverige som samlar elever på grundskolan.
Elevråden och elevkårerna i organisationen fattar beslut om propositioner och väljer styrelse på organisationens årsmöte. Organisationens nuvarande ordförande är Lilian Helgason.

## Organisationens historia

### Sveriges Elevråd
Sveriges Elevråd grundades 2010 som en samarbetsorganisation för elevråd och elevkårer på grundskolor över hela Sverige. Sveriges Elevråd anordnar utbildningsturnéer och styrelseutbildningar, ger ut böcker och material och erbjuder medlems- och verksamhetsbidrag till sina medlemmar.
Medlemskapet är gratis och alla elevråd och elevkårer på övre grundskolan kan gå med i organisationen.

### Tidigare ordförande för Sveriges Elevråd
- Erik Månsson (2010–2011)
- Joel Haldosén (2011–2012)
- Klara Müller (2012–2013)
- Olivia Gyllenhammar (2013–2014)
- Lina Hultqvist (2014–2015)
- Erik Kochbati (2015–2016)
- Hanna Forsgren (2016–2017)
- Erik Nordlund (2017–2018)
- Leo Gerdén (2019–2020)

## Mötesplatser och utbildningar

### Elevrådsdagarna och elevskyddsombudsturnén
Sveriges Elevråd arrangerar varje år en elevskyddsombudsturné, även kallad ESO-turnén, där de besöker ett antal städer och håller heldagsutbildningar för dem som är eller ska bli elevskyddsombud i området. Under turnéstoppen får elevskyddsombud lära sig mer om fysisk och psykosocial arbetsmiljö och om skyddsronder och enkätundersökningar. De går igenom vilka deras uppgifter är och hur de kan arbeta på bästa sätt.